# 미야케촌 (후쿠오카현)
미야케촌(三宅村)은 후쿠오카현 지쿠시군에 설치되었던 촌이다. 현재의 후쿠오카시에 해당한다.